# Назаровська сільська рада
Наза́ровська сільська рада (рос. Назаровский сельский совет) — сільське поселення у складі Михайловського району Алтайського краю Росії.
Адміністративний центр та єдиний населений пункт — село Назаровка.

## Населення
Населення — 514 осіб (2019; 563 в 2010, 637 у 2002).